# Bedekovčina
Bedekovčina är en ort i Kroatien.   Den ligger i länet Krapina-Zagorjes län, i den norra delen av landet, 25 km norr om huvudstaden Zagreb. Bedekovčina ligger 152 meter över havet och antalet invånare är 3 503.
Terrängen runt Bedekovčina är platt åt nordväst, men åt sydost är den kuperad. Bedekovčina ligger nere i en dal. Runt Bedekovčina är det ganska glesbefolkat, med 42 invånare per kvadratkilometer. Närmaste större samhälle är Donja Stubica, 6,8 km söder om Bedekovčina. Omgivningarna runt Bedekovčina är en mosaik av jordbruksmark och naturlig växtlighet.